# Рьом-эс-Монтань (кантон)
Рьом-эс-Монта́нь (фр. Riom-ès-Montagnes) — кантон во Франции, находится в регионе Овернь, департамент Канталь. Входит в состав округа Морьяк.
Код INSEE кантона — 1515. Всего в кантон Рьом-эс-Монтань входят 8 коммун, из них главной коммуной является Рьом-эс-Монтань.

## Коммуны кантона
| Коммуна             | Население, чел. (1999) | Почтовый индекс | Код INSEE |
| ------------------- | ---------------------- | --------------- | --------- |
| Апшон               | 242                    | 15400           | 15009     |
| Валет               | 261                    | 15400           | 15246     |
| Колландр            | 223                    | 15400           | 15052     |
| Мене                | 580                    | 15400           | 15124     |
| Рьом-эс-Монтань     | 2 842                  | 15400           | 15162     |
| Сент-Ипполит        | 122                    | 15400           | 15190     |
| Сент-Этьен-де-Шомей | 259                    | 15400           | 15185     |
| Тризак              | 657                    | 15400           | 15243     |

## Население
Население кантона на 1999 год составляло 5 186 человек.
| 1962  | 1968  | 1975  | 1982  | 1990  | 1999  | 2006 | 2007 |
| ----- | ----- | ----- | ----- | ----- | ----- | ---- | ---- |
| 7 068 | 7 535 | 6 998 | 6 460 | 5 875 | 5 186 | —    | —    |